# Biserica Sfinții Arhangheli Mihail și Gavril din Craiova
Biserica „Sfinții Arhangheli Mihail și Gavril” din Craiova este un monument istoric aflat pe teritoriul municipiului Craiova. În Repertoriul Arheologic Național, monumentul apare cu codul 69919.09.

## Galerie

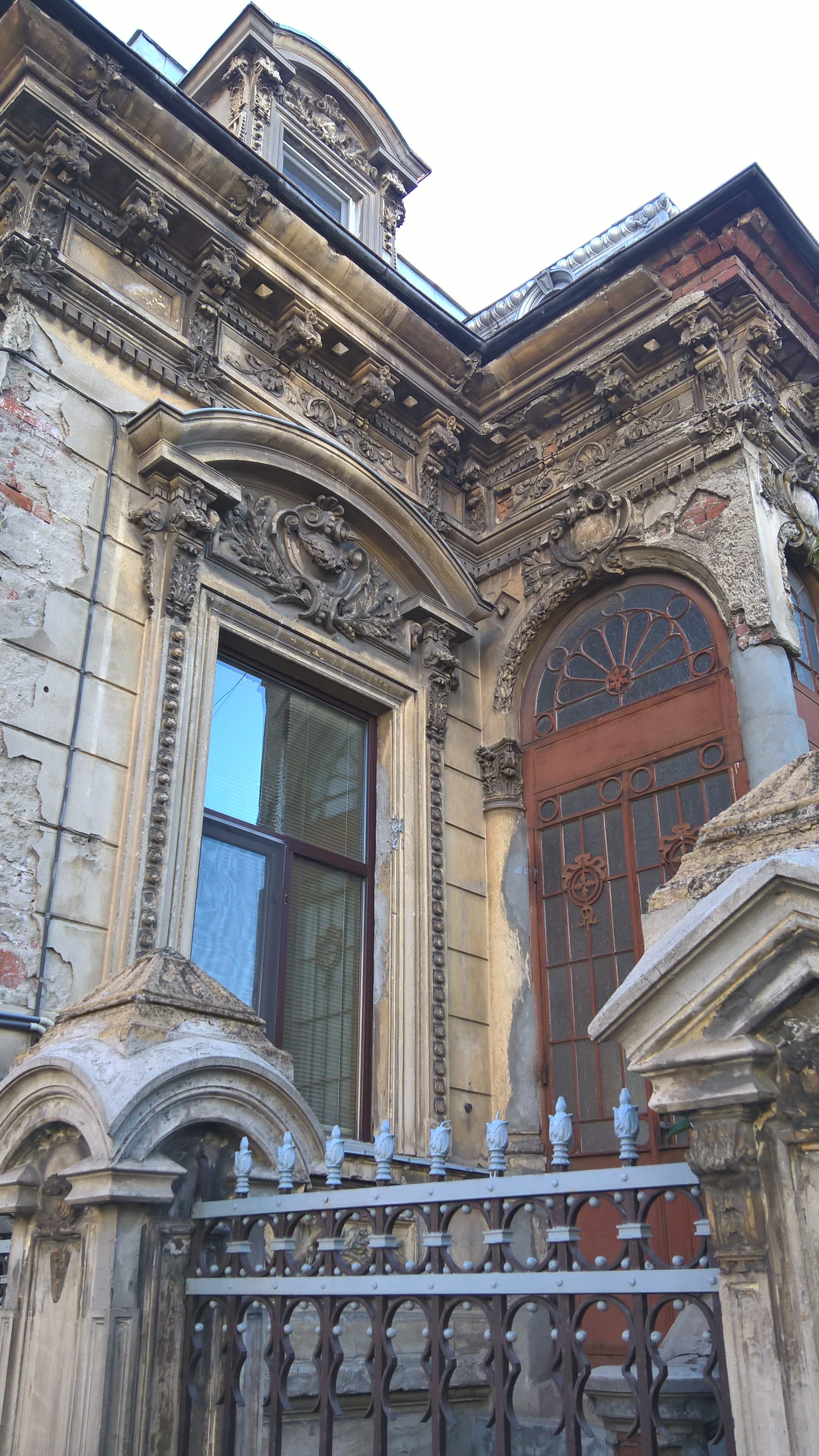
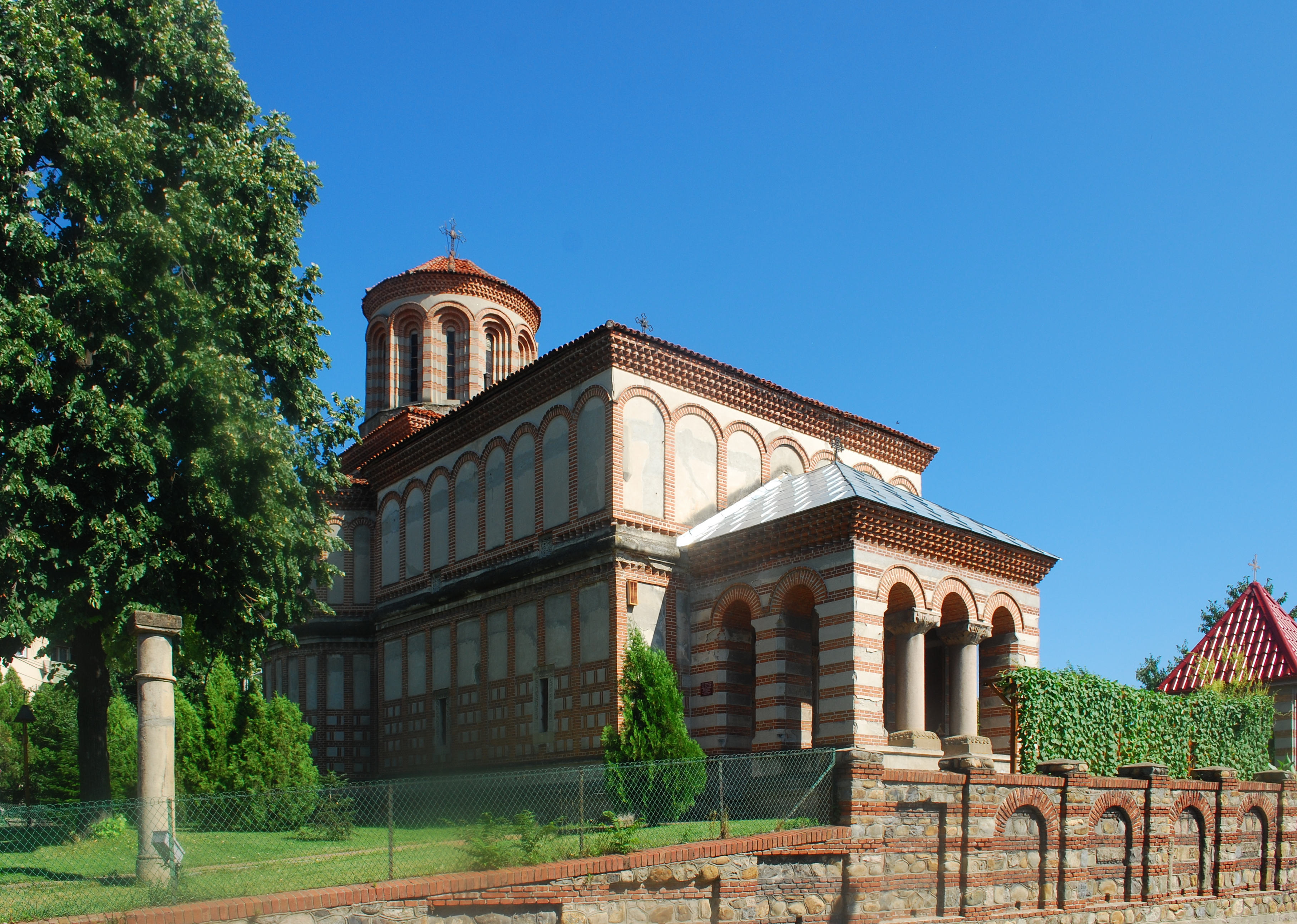
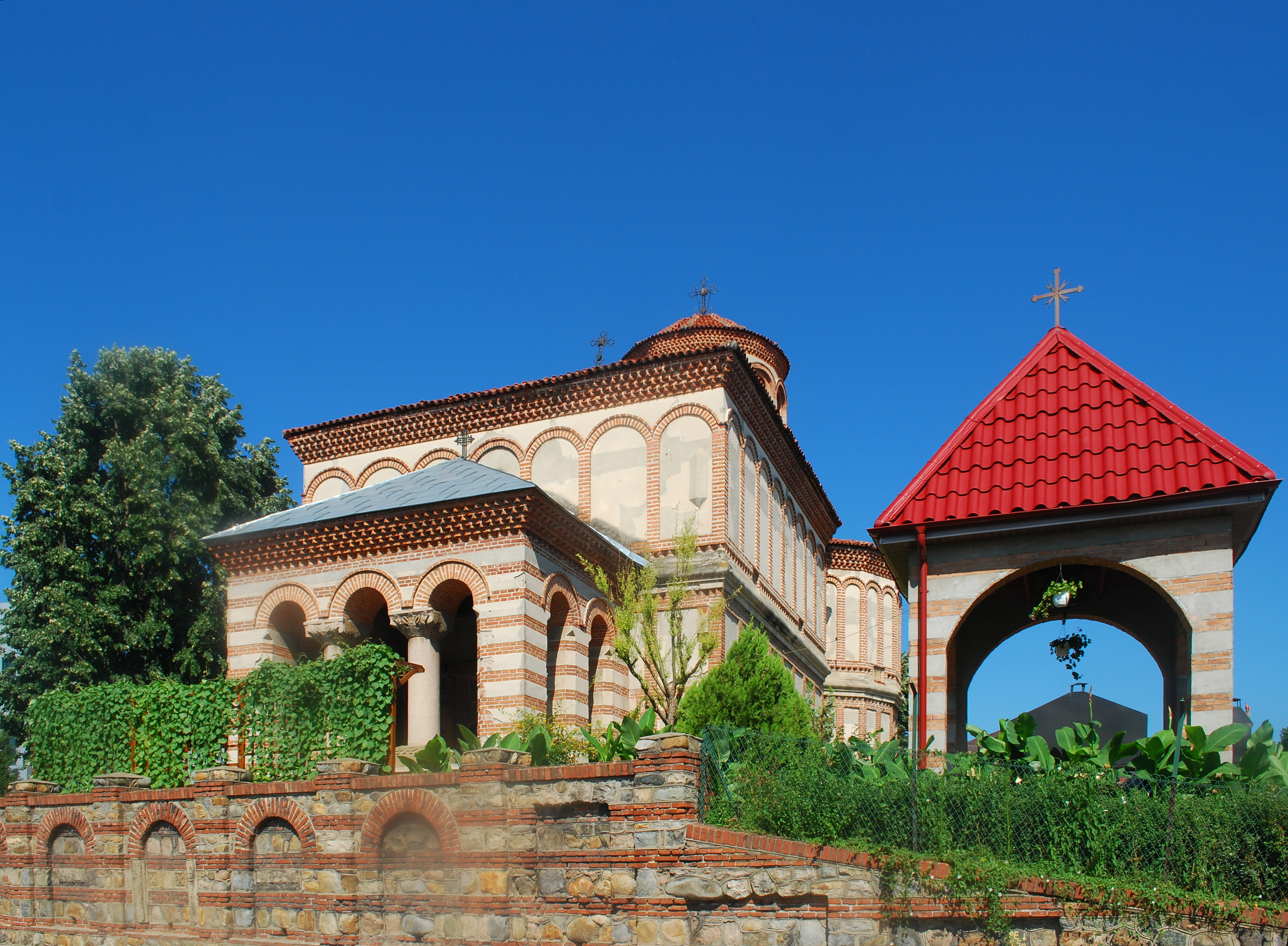
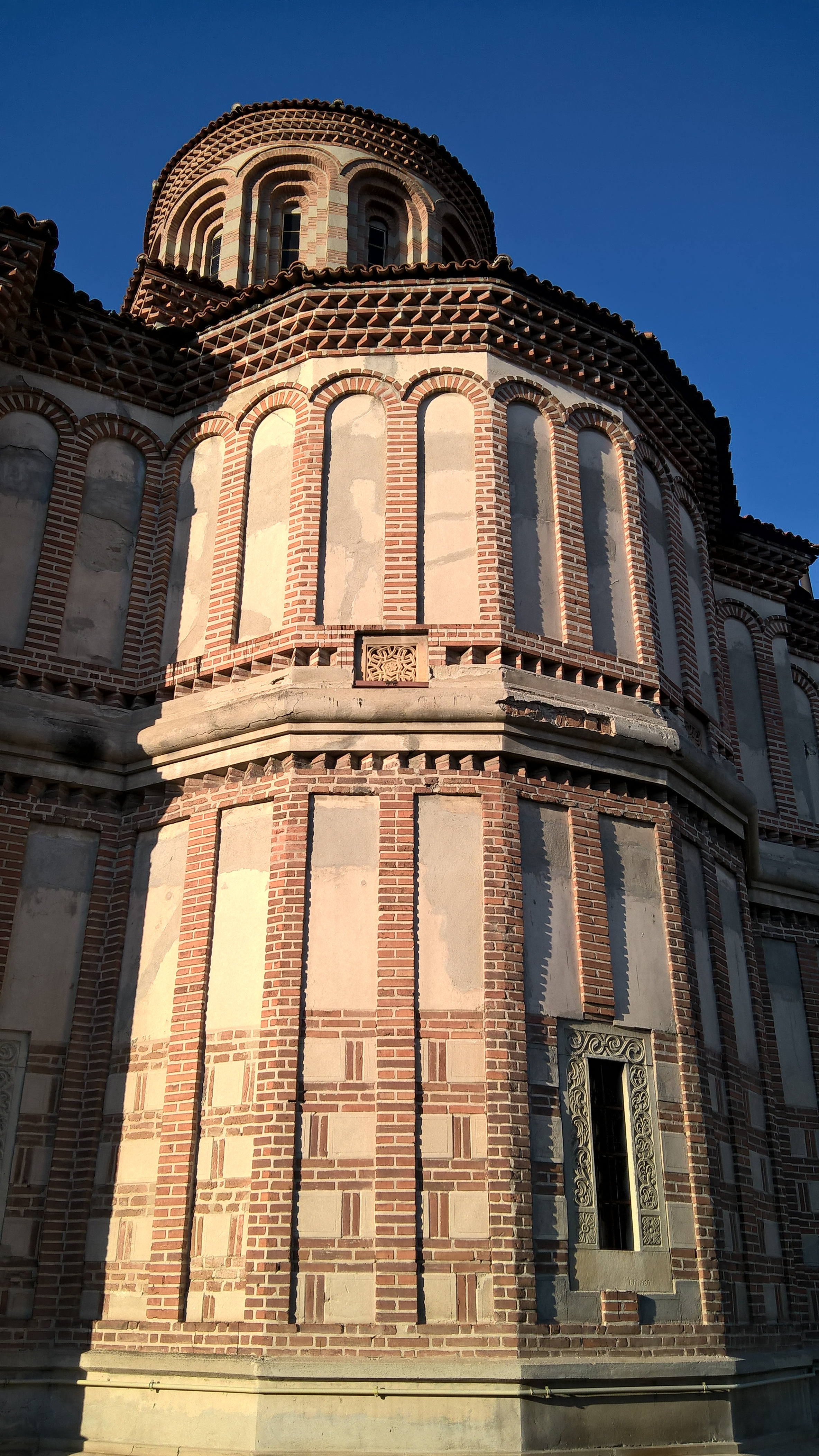